# José Luis Bouza
Jose Luis Bouza est un céiste espagnol pratiquant la course en ligne.

## Palmarès

### Championnats du monde de canoë-kayak course en ligne
- 2010 à Poznań,  Pologne
  -  Médaille d'argent en C-1 5000 m

### Championnats d'Europe de canoë-kayak course en ligne
- 2009 à Brandebourg  Allemagne
  -  Médaille de bronze en C-1 1000 m

- 2010 à Trasona  Espagne
  -  Médaille d'argent en C-1 5000 m